# La prospettiva di me
La prospettiva di me è un brano musicale della cantante italiana Laura Pausini. È presente nell'album Resta in ascolto del 2004.

## Il brano
La musica è composta da Daniel Vuletic; il testo originale è scritto da Laura Pausini e Cheope, mentre l'adattamento in spagnolo è della stessa Pausini e Badia.
La canzone, pur facendo parte dell'album in studio Resta in ascolto, viene scelta come singolo per la promozione dell'album dal vivo Live in Paris 05, anche se in quest'ultimo è presente solo la versione live.
È quindi il primo singolo che anticipa l'uscita di quest'album e viene trasmesso in radio a partire dal 4 novembre dello stesso anno.
La canzone è stata tradotta in lingua spagnola con il titolo Mi perspectiva, inserita nell'album Escucha ma non estratta come singolo in Spagna e in America Latina.

Riguardo al brano Pausini ha dichiarato: 

## Il video
Il video prodotto per La prospettiva di me è diretto dal regista Gaetano Morbioli e trasmesso per la prima volta nella settimana del 21 novembre 2005. Il video alterna immagini dei 2 concerti del World Tour 2005 tenutisi alla Sala concerti Le Zénith di Parigi il 22 e il 23 marzo, a scene girate appositamente in cui la cantante è ritratta in varie location.
Nel 2006 il videoclip de La prospettiva di me viene inserito nel CD-ROM Io canto Greek Edition.

## Tracce
CDS - Promo 15623 Warner Music Europa
1. La prospettiva di me (Studio Version)
2. La prospettiva di me (Live Version at Zenith Paris on March 2005)

Download digitale
1. La prospettiva di me
2. Mi perspectiva

## Pubblicazioni
La prospettiva di me viene inserita anche come Bonus Track nel CD-ROM Io canto Greek Edition; in versione Live negli album Live in Paris 05 del 2005 (audio e video), San Siro 2007 del 2007 (Medley audio e video), Laura Live World Tour 09 e Laura Live Gira Mundial 09 del 2009 (Medley Rock video).
Mi perspectiva viene inserita in versione Live nell'album Laura Live Gira Mundial 09 del 2009 (Medley Rock audio).

## Interpretazioni dal vivo
Il 2 dicembre 2005 Laura Pausini esegue il brano La prospettiva di me in versione live in duetto con la cantante Emilie, durante il programma televisivo francese Star Academy di TF1.